# Kleinohrenbronn
Kleinohrenbronn ist ein Gemeindeteil des Marktes Dentlein am Forst im Landkreis Ansbach (Mittelfranken, Bayern). Kleinohrenbronn liegt in der Gemarkung Dentlein am Forst.

## Geographie
Der Weiler liegt auf einer Erhebung, die gegen Westen und Süden zu den zwei Seitenarmen des Leitenbachs, einem linken Zufluss der Sulzach, abfällt. Im Osten wird die Erhebung Fichtberg genannt. Die Kreisstraße AN 52 führt nach Dentlein (0,7 km nordwestlich) bzw. am Zinselhof vorbei nach Großohrenbronn (1 km südöstlich). Ein Wirtschaftsweg führt an der Ölmühle vorbei zur AN 51 (1 km südwestlich).

## Geschichte
Kleinohrenbronn lag im Fraischbezirk des ansbachischen Oberamtes Feuchtwangen. 1732 bestand der Ort aus zwei Gütlein, die in der Grundherrschaft dem Stiftsverwalteramt Feuchtwangen unterstanden. An diesen Verhältnissen änderte sich bis zum Ende des Alten Reiches (1806) nichts. Von 1797 bis 1808 unterstand der Ort dem Justiz- und Kammeramt Feuchtwangen.
Mit dem Gemeindeedikt (frühes 19. Jahrhundert) wurde Kleinohrenbronn dem Steuerdistrikt und der Ruralgemeinde Dentlein zugeordnet.

### Einwohnerentwicklung
| Jahr      | 001818 | 001840 | 001861 | 001871 | 001885 | 001900 | 001925 | 001950 | 001961 | 001970 | 001987 | 002003 | 002017 |
| Einwohner | 29     | 32     | 26     | 22     | 22     | 17     | 23     | 24     | 21     | 25     | 28     | 44     | 45     |
| Häuser    | 6      | 7      |        |        | 5      | 5      | 4      | 4      | 5      |        | 4      |        |        |
| Quelle    | [ 10 ] | [ 11 ] | [ 12 ] | [ 13 ] | [ 14 ] | [ 15 ] | [ 16 ] | [ 17 ] | [ 18 ] | [ 19 ] | [ 20 ] | [ 21 ] | [ 1 ]  |

## Religion
Der Ort ist seit der Reformation evangelisch-lutherisch geprägt und bis heute nach St. Ursula (Dentlein am Forst) gepfarrt. Die Einwohner römisch-katholischer Konfession waren ursprünglich nach St. Peter und Paul (Halsbach) gepfarrt, seit der zweiten Hälfte des 19. Jahrhunderts ist die Pfarrkuratie St. Raphael (Großohrenbronn) zuständig.